# Рехниц
Рехниц (нем. Rechnitz) — ярмарочная коммуна (нем. Marktgemeinde) в Австрии, в федеральной земле Бургенланд. 
Входит в состав округа Оберварт.  Население составляет 3133 человека (на 31 декабря 2005 года). Занимает площадь 43,8 км². Официальный код  —  10919.

## Политическая ситуация
Бургомистр коммуны — Энгельберт Кениери (СДПА) по результатам выборов 2007 года.
Совет представителей коммуны (нем. Gemeinderat) состоит из 23 мест.
- СДПА занимает 14 мест.
- АНП занимает 9 мест.